# Die ertrunkene Frau

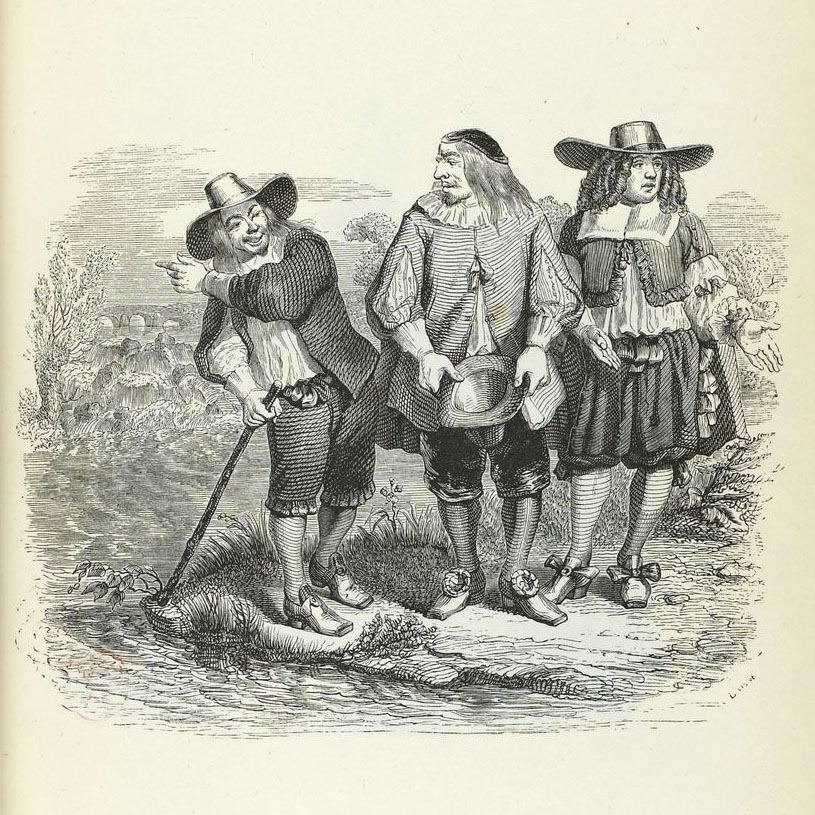
La Femme noyée (Illustration von Jean-Jacques Grandville)

Die ertrunkene Frau (franz. La Femme noyée) ist die sechzehnte Fabel aus dem dritten Buch der Fabelsammlung von Jean de La Fontaine, die 1668 zum ersten Mal veröffentlicht wurde. Der Fabulist greift hier auf einen seit dem Mittelalter bekannten antifeministischen Scherz über die Widerspenstigkeit der Frau zurück, den er aber dazu verwendet, um sich ausdrücklich von dieser Haltung zu distanzieren. Das älteste bekannte Analogon ist Marie de France’ Fabel D’un Hume qui aveit une Fame tencheresse (altfranzösisch; deutsch: Von einem Mann, der eine launische Frau hatte).

## Hintergrund
Im 14. Jahrhundert war es kein ungewöhnlicher Umstand, dass Frauen von maskierten Attentätern erwürgt, oder wenn sie am Flussufer entlang gingen, hineingestoßen wurden – was entweder der Liederlichkeit einiger weiblicher Wesen oder aber der rücksichtslosen Tyrannei der Ehemänner geschuldet war. Dieses Ertränken von Frauen führte zu einem populären Sprichwort: „Es ist nichts – nur eine Frau ertrinkt“. La Fontaine hat das Sprichwort in seiner Fabel La Femme noyée bewahrt, möglicherweise ohne sich der Anspielung auf die grausame Praxis des 14. Jahrhunderts bewusst zu sein. Und dieser Zustand bildete das häusliche Leben Englands vom 12. Jahrhundert bis zum ersten Bürgerkrieg ab, als die Blutrünstigkeit der Männer noch weiter zunahm und sie von der Ermordung von Frauen zur Praxis übergingen, sich gegenseitig die Kehlen aufzuschneiden. Ein Pferd oder sonstiges Haustier bekam mehr Anerkennung als eine Hausfrau.

## Handlung
Die Geschichte in La Fontaines Fabel La Femme noyée ist die gleiche wie schon in Poggios Version: Ein Mann erfährt vom Ertrinken seiner Frau und sucht das Flussufer nach ihrem Leichnam ab. Auf die Frage der Passanten, warum er sie stromaufwärts statt -abwärts sucht, antwortet er, dass er sie so nie finden würde, denn während sie lebte, war sie immer übermäßig schwierig und schlecht gelaunt, und tat immer das Gegenteil von allen anderen, sodass sie auch nach ihrem Tod nur gegen den Strom schwimmen würde.
Bei Geoffrey Whitney (1548–1601) raten die Nachbarn sogar, die Suche nach dem Leichnam der Frau abzubrechen:

„Then leave, quoth they, and let her still be drown’d, for such a wife is better loste then founde?“

„Dann geh, rieten sie, und lass sie doch ertrinken,
eine solche Frau ist besser verloren als gefunden zu sein?“

La Fontaine jedoch sieht das weibliche Geschlecht in einem kontrastierend positiven Licht und fordert Verständnis für die Frau, die offensichtlich Selbstmord begangen hat.

## Text
„Ich bin nicht einer, der da sagt: »Ach, Kleinigkeit!
Nur eine Frau, die sich ertränkt!«
Ich sage, das ist viel, und bin bereit
Um sie zu trauern, weil das Weib uns Freude schenkt. –
Das Vorgesagte ist nicht überflüssig
Für meine Fabel, denn sie meldet dies,
Dass eine Frau, des Lebens überdrüssig,
Sich eines Tages in die Fluten fallen ließ.
Ihr Gatte wollte wenigstens die Leiche retten,
Um sie mit Kirchenehren einzubetten.
Doch von den Leuten, die zur Unfallzeit
Am Ufer gingen, hatte keiner wahrgenommen,
Wo ihre Leiche hingeschwommen.
Mit Rat jedoch war jeder gern bereit.
»Es liegt,« sprach einer, »wohl in der Natur
Der Dinge, dass sie mit der Strömung nur
Flußabwärts treiben konnte.« Sprach ein andrer: »Nein!
Daß man sie aufwärts sucht, scheint richtiger mir zu sein.
Wie stark auch das Gefälle und die Kraft,
Mit der das Wasser alles vorwärts schafft,
Der Geist des Widerspruches wird das Weib bestimmen,
Gegen die Strömung anzuschwimmen.«
Der Mann trieb seinen Spott wohl nicht zur rechten Zeit,
Auch weiß ich nicht, ob’s allen richtig scheint,
Was er vom Widerspruch gemeint.
Doch sei die Eigenschaft, der er die Frauen zeiht,
Ein Fehler oder nur ein böser Hang,
So geht doch die Behauptung nicht zu weit:
Wer widerspricht, der widerspricht sein Leben lang!
Und nicht nur von der Wiege bis zum Grabe,
Nein, noch im Tode übt er diese Gabe“